# Zusatzweiterbildung Allergologie
Die Zusatzweiterbildung Allergologie ist eine in der Musterweiterbildungsordnung der deutschen Bundesärztekammer von 2018 (MWBO) aufgeführte Zusatzweiterbildung im Bereich Allergologie für Fachärzte in den Gebieten  Allgemeinmedizin, Arbeitsmedizin, Hals-Nasen-Ohrenheilkunde, Haut- und Geschlechtskrankheiten, Innere Medizin und Kinder- und Jugendmedizin.

## Definition
Die Zusatzweiterbildung Allergologie umfasst in Ergänzung zu einer Facharztkompetenz die Vorbeugung, Erkennung und Behandlung der durch Allergene und Pseudoallergene ausgelösten Erkrankungen verschiedener Organsysteme einschließlich der immunologischen Aspekte.

## Mindestanforderung
Um die Zusatzbezeichnung Allergologie führen zu dürfen, müssen Ärzte
- über die Facharztanerkennung in Facharztanerkennung in den Gebieten Allgemeinmedizin, Arbeitsmedizin, Hals-Nasen-Ohrenheilkunde, Haut- und Geschlechtskrankheiten, Innere Medizin oder Kinder- und Jugendmedizin verfügen und zusätzlich
- über Kenntnisse, Erfahrungen und Fertigkeiten in Allergologie gemäß den in der Weiterbildungsordnung festgelegten Weiterbildungsinhalten verfügen.

Bei der Anmeldung zur Weiterbildungsprüfung müssen der zuständigen Ärztekammer  sämtliche Nachweise über die erfüllten Mindestanforderungen vorgelegt werden. Dazu gehören auch die Logbuch-Dokumentationen über alle durch die MWBO vorgegebenen Inhalte der Weiterbildung.

## Inhalte der Weiterbildung
Zur Weiterbildungsprüfung muss man darlegen können, dass man Kenntnisse, Erfahrungen und Fertigkeiten unter anderem in folgenden Bereichen erlangt hat:
- Übergreifende Inhalte der Zusatz-Weiterbildung Allergologie
- Allergologische Krankheitsbilder
- Nahrungsmittelallergien
- Insektengiftallergien
- Medikamentenallergien
- Anaphylaxie
- Diagnostik von Allergien
- Therapie von Allergien
- Prävention, arbeits- und umweltmedizinische Aspekte

Die Inhalte der Musterweiterbildungsordnung sind allerdings nur eine Empfehlung für die rechtsverbindlichen Weiterbildungsordnungen der Landesärztekammern, die hiervon abweichende Regelungen treffen können.